# QazCovid-in
QazCovid-in, komerčně známý jako QazVac, je vakcína proti covidu-19 vyvinutá Výzkumným ústavem pro biologickou bezpečnost v Kazachstánu. QazCoVac-P je druhá vakcína proti covidu-19 vyvinutá Kazašským institutem pro výzkum biologické bezpečnosti, která dosáhla fáze klinických studiích.

## Výroba
Vakcínu lze uchovávat při standardních chladicích teplotách (2 až 8 °C) a podává se ve dvou dávkách s odstupem 21 dnů.
Vakcína byla nejprve vyráběna Výzkumným ústavem pro biologickou bezpečnost v Kazachstánu. Výrobní kapacita byla omezená. Kazašský výzkumný ústav byl schopný vyrobit 50 000 dávek za měsíc.
Počínaje červnem 2021 se plánovalo, že bude vakcína vyráběna jednou z významných tureckých společností. To mělo umožnit výrobní kapacitu 500 000 až 600 000 dávek za měsíc. V březnu 2021 byla smlouva stále projednávána. V dubnu 2021 se objevily  tvrzení naznačující, že dohoda již byla uzavřena.
V říjnu 2021 bylo oznámeno, že vakcína bude dodána do Afghánistánu a dalších zemí v roce 2022.

## Historie

### Klinické testy
V září 2020 začal QazVac fázi I/II klinických studií.
V prosinci 2020 byl QazVac ve fázi III klinických studií, které měly být úplně dokončeny do 9. července 2021.
Podávání vakcíny pro běžnou populaci začalo na konci dubna 2021. Zdůvodnění generálního ředitele Výzkumného institutu Kunsulu Zakarya je, že studie je téměř z 50 % dokončena a „lidé, kteří dostali vakcínu, se cítí dobře, nevyskytly se žádné vedlejší účinky a účinnost vakcíny je vysoká“.
V září 2021 byla zveřejněna studie EClincicalMedicine, kterou publikoval The Lancet. Závěry studie byly, že „vakcína QazCovid-in® byla bezpečná a byla pacienty dobře snášena a vyvolávala převážně mírné nežádoucí účinky; v obou studiích nebyly zaznamenány žádné závažné nežádoucí účinky.“

## Ekonomika
V červnu 2021 měla být výroba zvýšena na 100 000 dávek za měsíc bez ohledu na smlouvu s tureckou společností.